# محمد موسى (عزبة)
عزبة محمد موسى عزبة تابعة لقرية كفر أبو زيادة بالوحدة المحلية لقرية شابة، التابعة لمركز دسوق، التابع لمحافظة كفر الشيخ في جمهورية مصر العربية.